# Chiesa di San Pietro (Pontremoli)
La chiesa di San Pietro è un luogo di culto cattolico che si trova ai margini del centro storico di Pontremoli, in via Alessandro Malaspina 90.

## Storia e descrizione
Nata come dipendenza dell'abbazia benedettina di Brugnato in val di Vara, divenuta nel 1133 l'omonima diocesi i cui vescovi ebbero poi sede a Pontremoli per due secoli (1302-1502), chiudeva con una linea di mura e torri poste a guardia della Porta del Monasterio (oggi Porta Fiorentina), la porzione più meridionale dell'abitato di Pontremoli.
Riedificata dopo i bombardamenti della Seconda guerra mondiale nello stesso sito ove sorgeva l'antica San Pietro de Confluentu, vi è conservata la lastra in arenaria del XII secolo con la raffigurazione del Labirinto, rappresentazione simbolica dell'itinerario dei pellegrini, mentre il superstite architrave con la raffigurazione in bassorilievo di San Pietro è ora custodito presso il castello del Piagnaro.

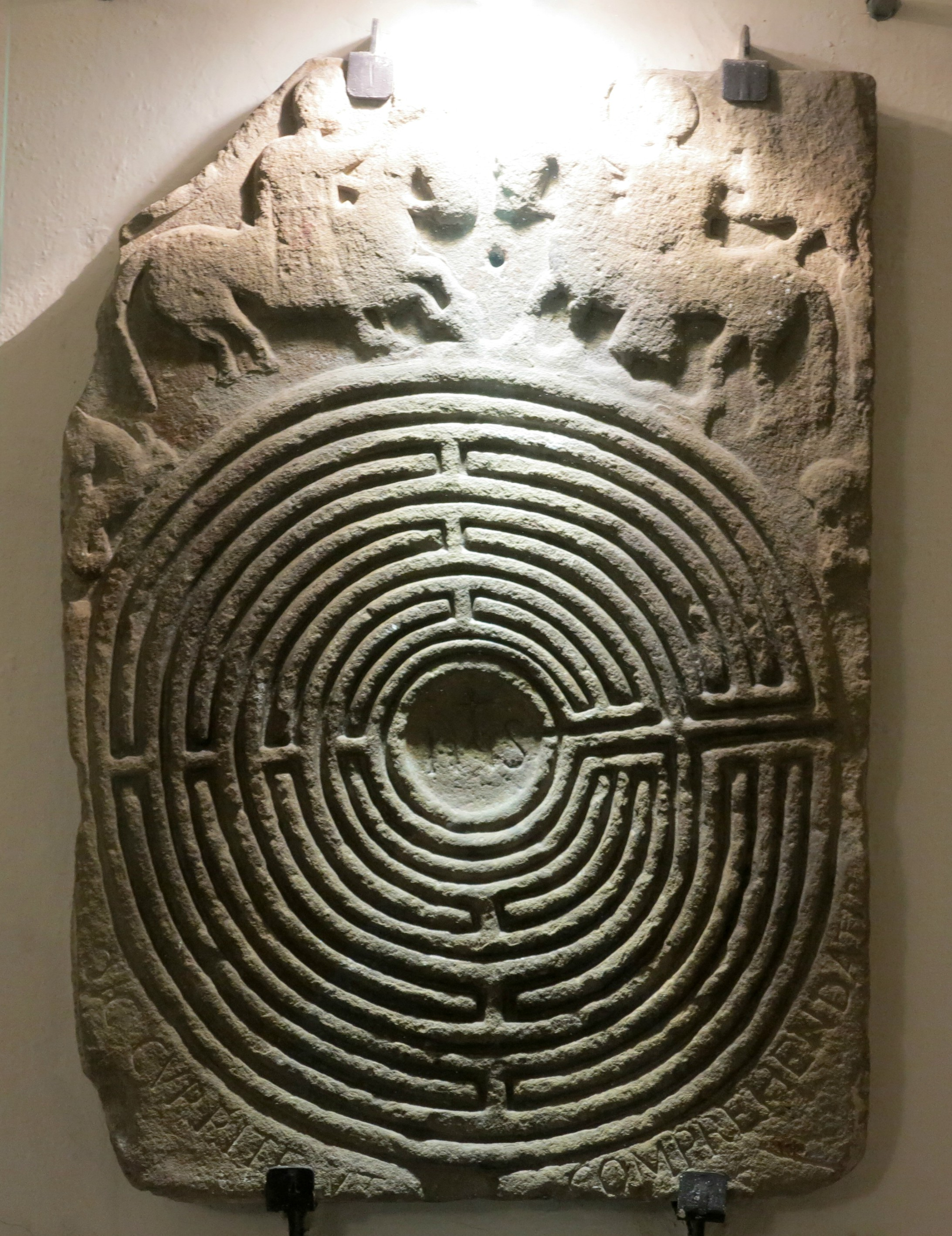
Labirinto in arenaria del secolo XII

## Curiosità
Nel 1494 vi vennero acquartierati i mille fanti svizzeri al seguito di Carlo VIII di Francia, giunto a Pontremoli il 28 ottobre mentre era diretto a Sarzana.